# Liste der Fluggesellschaften im Königreich der Niederlande
Das ist eine Liste der Fluggesellschaften im Königreich der Niederlande (Zum Königreich gehören die Niederlande und die karibischen Länder Aruba, Curaçao und Sint Maarten):

## Aktive Fluggesellschaften

### Niederlande
| Fluggesellschaft         | Bild | IATA-Code | ICAO-Code | Rufzeichen     | Gründungsjahr | Anmerkung |
| ------------------------ | ---- | --------- | --------- | -------------- | ------------- | --------- |
| AIS Airlines             |      | IS        | PNX       | SPINNER        | 2009          |           |
| Corendon Dutch Airlines  |      | CD        | CND       | DUTCH CORENDON | 2010          |           |
| Dutch Dakota Association |      |           |           |                | 1983          |           |
| Heli Holland             |      |           | HHE       | HELI HOLLAND   | 1976          |           |
| KLM                      |      | KL        | KLM       | KLM            | 1919          |           |
| KLM Cityhopper           |      | WA        | KLC       | CITY           | 1991          |           |
| Martinair                |      | MP        | MPH       | MARTINAIR      | 1958          |           |
| Transavia                |      | HV        | TRA       | TRANSAVIA      | 1966          |           |
| TUI Airlines Nederland   |      | OR        | TFL       | ORANGE         | 2005          |           |

#### Bonaire
| Fluggesellschaft | Bild | IATA-Code | ICAO-Code | Rufzeichen | Gründungsjahr | Anmerkung |
| ---------------- | ---- | --------- | --------- | ---------- | ------------- | --------- |
| EZAir            |      | EZ        | EZR       | EZAIR      | 2000          |           |

### Aruba
| Fluggesellschaft | Bild | IATA-Code | ICAO-Code | Rufzeichen | Gründungsjahr | Anmerkung |
| ---------------- | ---- | --------- | --------- | ---------- | ------------- | --------- |
| Aruba Airlines   |      | AG        | ARU       |            | 2012          |           |
| HWC Aviation     |      |           |           |            |               |           |

### Curaçao
| Fluggesellschaft | Bild | IATA-Code | ICAO-Code | Rufzeichen | Gründungsjahr | Anmerkung |
| ---------------- | ---- | --------- | --------- | ---------- | ------------- | --------- |
| Divi Divi Air    |      | DI        | DVR       | DIVI AIR   | 2001          |           |
| E-Liner Airways  |      | EL        | ELA       | E-LINER    | 1993          |           |

### Sint Maarten
| Fluggesellschaft         | Bild | IATA-Code | ICAO-Code | Rufzeichen | Gründungsjahr | Anmerkung |
| ------------------------ | ---- | --------- | --------- | ---------- | ------------- | --------- |
| Winair                   |      | WM        | WIA       | WINDWARD   | 1961          |           |
| Windward Express Airways |      |           |           |            | 2000          |           |

## Ehemalige Fluggesellschaften

### Niederlande
| Fluggesellschaft                         | Bild | IATA-Code | ICAO-Code | Rufzeichen    | Gründungsjahr | Jahr der Betriebseinstellung | Anmerkung                                   |
| ---------------------------------------- | ---- | --------- | --------- | ------------- | ------------- | ---------------------------- | ------------------------------------------- |
| Aero Holland                             |      |           |           |               | 1949          | 1953                         |                                             |
| Air Exel                                 |      | XT        | AXL       | EXEL COMMUTER | 2004          | 2005                         |                                             |
| Air Holland                              |      | CG        | HLN       | -             | 1993          | 2004                         |                                             |
| Amsterdam Airlines                       |      | WD        | AAN       | AMSTEL        | 2007          | 2011                         |                                             |
| Arke                                     |      |           |           |               | 2013          | 2015                         | Umbenannt in TUI Airlines Nederland         |
| ArkeFly                                  |      |           |           |               | 2005          | 2013                         | Umbenannt in Arke                           |
| BASE Business Airlines                   |      | 5E        | BRO       | -             | 1985          | 2001                         |                                             |
| Basiq Air                                |      |           | -         | -             | 2000          | 2005                         | Fusioniert zu Transavia                     |
| CHC Airways                              |      | AW        | SCH       | SCHREINER     | 1945          | 2016                         |                                             |
| City Connect                             |      | 6N        | TRQ       | -             | 2003          | 2004                         |                                             |
| Denim Air                                |      | G6        | DNM       | DENIM         | 1996          | 2016                         | AOC entzogen                                |
| DutchBird                                |      | 5D        | DBR       | DUTCHBIRD     | 2000          | 2004                         |                                             |
| Dutch Caribbean Exel                     |      |           | -         | -             | 2004          | 2005                         |                                             |
| Dynamic Airlines                         |      |           | DYE       | -             | 1980          | 2006                         |                                             |
| Farnair Europe                           |      |           | FRN       | -             | 1995          | 2000                         | Umbenannt in Farnair Netherlands            |
| Farnair Netherlands                      |      |           | FRN       | -             | 2000          | 2004                         | Umbenannt in Magic Blue Airlines            |
| Holland Aero Lines                       |      | DG        | -         | -             | 1977          | 1987                         |                                             |
| HollandExel                              |      | YZ        | HXL       | -             | 2004          | 2005                         | Umbenannt in Arke Fly                       |
| Interstate Airlines                      |      | I4        | FWA       | -             | 2005          | 2009                         | Insolvent                                   |
| Jet Link Holland                         |      |           | JLH       | -             | 1998          | 2000                         | Insolvent nach Entzug des AOC               |
| KLM Exel                                 |      |           |           |               | 1991          | 2004                         | Umbenannt in Air Exel                       |
| LoCo                                     |      |           | -         | -             | 2003          | 2003                         | Umbenannt in V Bird                         |
| Maastricht Airlines                      |      |           |           |               | 2013          | 2013                         | Nie geflogen                                |
| Magic Blue Airlines                      |      |           | MJB       | -             | 2004          | 2005                         |                                             |
| Metropolis                               |      |           |           |               |               |                              |                                             |
| Nederlandsche Wereldverkeer Maatschappij |      |           |           |               |               |                              |                                             |
| NetherLines                              |      | WU        | NET       | NETHERLINES   | 1984          | 1991                         | Fusion mit NLM CityHopper zu KLM Cityhopper |
| NLM                                      |      | HN        | NLM       | CITY          | 1966          | 1977                         | Umbenannt in NLM CityHopper                 |
| NLM CityHopper                           |      | HN        | NLM       | CITY          | 1977          | 1991                         | Fusion mit NetherLines zu KLM Cityhopper    |
| Orange Aircraft Leasing                  |      |           | RNG       | -             | 2005          | 2011                         |                                             |
| Quick Airways Holland                    |      |           |           |               | ?             | 2007                         |                                             |
| Rossair Europe                           |      |           | ROS       | CATCHER       | 2000          | 2004                         |                                             |
| Schreiner Airways                        |      | AW        | SCH       | -             | 1945          | 2005                         | Umbenannt in CHC Airways                    |
| Solid Air                                |      |           | SOX       | -             | 2008          | 2011                         |                                             |
| Trans Travel Airlines                    |      | 6N        | TRQ       | -             | 1996          | 2003                         | Umbenannt in City Connect                   |
| Tulip Air                                |      | TD        | TLP       | -             | 1997          | 2006                         | In Farnair Europe verschmolzen              |
| V Bird                                   |      | VX        | VBA       | -             | 2003          | 2004                         | Insolvent                                   |

#### Bonaire
| Fluggesellschaft | Bild | IATA-Code | ICAO-Code | Rufzeichen | Gründungsjahr | Jahr der Betriebseinstellung | Anmerkung                          |
| ---------------- | ---- | --------- | --------- | ---------- | ------------- | ---------------------------- | ---------------------------------- |
| BonairExel       |      | 9H        | BXL       | -          | 2002          | 2005                         |                                    |
| BonairExpress    |      | 9H        | BXL       | -          | 2005          | 2005                         | Fusioniert zu Dutch Caribbean Exel |

### Aruba
| Fluggesellschaft      | Bild | IATA-Code | ICAO-Code | Rufzeichen  | Gründungsjahr | Jahr der Betriebseinstellung | Anmerkung           |
| --------------------- | ---- | --------- | --------- | ----------- | ------------- | ---------------------------- | ------------------- |
| Air Aruba             |      | FQ        | ARU       | ARUBA       | 1988          | 2000                         |                     |
| ArubaExel             |      |           | RBX       | -           | 2005          | 2006                         |                     |
| Avia Airlines (Aruba) |      | 3R        | ARB       | -           | 1987          | 2003                         |                     |
| Insel Air Aruba       |      | 8I        | NLU       | INSEL ARUBA | 2013          | 2017                         | Betrieb eingestellt |
| Tiara Air             |      | 3P        | TNM       | TIARA       | 2006          | 2016                         | Insolvent           |

### Curaçao
| Fluggesellschaft         | Bild | IATA-Code | ICAO-Code | Rufzeichen      | Gründungsjahr | Jahr der Betriebseinstellung | Anmerkung                                 |
| ------------------------ | ---- | --------- | --------- | --------------- | ------------- | ---------------------------- | ----------------------------------------- |
| ALM Antillean Airlines   |      | LM        | ALM       | ANTILLEAN       | 1964          | 2001                         | Umbenannt in DCA Dutch Caribbean Airlines |
| CuracaoExel              |      | 9H        | BXL       | -               | 2004          | 2005                         | Umbenannt in CuracaoExpress               |
| CuracaoExpress           |      | 9H        | BXL       | -               | 2005          | 2006                         |                                           |
| Dutch Caribbean Airlines |      | K8        | ALM       | DUTCH CARIBBEAN | 2001          | 2004                         |                                           |
| Dutch Antilles Express   |      | 9H        | DNL       | DUTCH ANTILLES  | 2005          | 2013                         |                                           |
| Insel Air                |      | 7I        | INC       | INSELAIR        | 1993          | 2019                         | Betrieb eingestellt                       |